# Brothers in Arms (album)
Brothers in Arms je páté studiové album britské rockové skupiny Dire Straits. Album vyšlo v květnu 1985 v Anglii pod značkou Vertigo Records a v USA u Warner Bros. Records. Producenty alba byli Mark Knopfler a Neil Dorfsman.

## Seznam skladeb
Autorem všech skladeb je Mark Knopfler, pokud není uvedeno jinak. Délky skladeb na LP se liší od délek stejných skladeb na CD.

### CD
| Pořadí | Název                               | Délka |
| ------ | ----------------------------------- | ----- |
| 1.     | So Far Away                         | 5:12  |
| 2.     | Money for Nothing (Knopfler, Sting) | 8:26  |
| 3.     | Walk of Life                        | 4:12  |
| 4.     | Your Latest Trick                   | 6:33  |
| 5.     | Why Worry                           | 8:31  |
| 6.     | Ride Across the River               | 6:58  |
| 7.     | The Man's Too Strong                | 4:40  |
| 8.     | One World                           | 3:40  |
| 9.     | Brothers in Arms                    | 7:00  |

### Původní LP
| Side A | Side A                              | Side A |
| Pořadí | Název                               | Délka  |
| ------ | ----------------------------------- | ------ |
| 1.     | So Far Away                         | 3:59   |
| 2.     | Money for Nothing (Knopfler, Sting) | 7:04   |
| 3.     | Walk of Life                        | 4:12   |
| 4.     | Your Latest Trick                   | 4:46   |
| 5.     | Why Worry                           | 5:22   |

| Strana B | Strana B              | Strana B |
| Pořadí   | Název                 | Délka    |
| -------- | --------------------- | -------- |
| 6.       | Ride Across the River | 6:58     |
| 7.       | The Man's Too Strong  | 4:40     |
| 8.       | One World             | 3:40     |
| 9.       | Brothers in Arms      | 7:00     |

## Sestava
- Mark Knopfler – kytara, zpěv
- John Illsley – baskytara, zpěv
- Alan Clark – klávesy
- Guy Fletcher – klávesy, zpěv
- Omar Hakim – bicí
- Terry Williams – bicí
- Jack Sonni – kytara
- Michael Brecker – tenorsaxofon
- Randy Brecker – trubka
- Malcolm Duncan – tenorsaxofon
- Neil Jason – baskytara
- Tony Levin – baskytara
- Michael Mainieri – vibrafon
- Dave Plews – horn
- Sting – zpěv v „Money for Nothing“